# Golden Globe per la miglior serie drammatica
Il Golden Globe per la miglior serie drammatica viene assegnato alla miglior serie televisiva drammatica dalla HFPA (Hollywood Foreign Press Association). È stato assegnato per la prima volta nel 1963, anche se poi il premio venne assegnato in modo continuativo dal 1970.

## Vincitori e candidati
L'elenco mostra la vincitrice di ogni anno, seguita dalle serie televisive che hanno ricevuto una candidatura. Per ogni serie televisive viene indicato il titolo italiano e titolo originale tra parentesi.

### 1960
- 1963
  - La parola alla difesa (The Defenders)

### 1970
- 1970
  - Marcus Welby (Marcus Welby, M.D.)
  - Bracken's World (Bracken's World)
  - Mannix (Mannix)
  - Mod Squad, i ragazzi di Greer (The Mod Squad)
  - Room 222 (Room 222)
- 1971
  - Medical Center (Medical Center)
  - The Bold Ones: The Senator (The Bold Ones: The Senator)
  - Marcus Welby (Marcus Welby, M.D.)
  - Mod Squad, i ragazzi di Greer (The Mod Squad)
  - The Young Lawyers (The Young Lawyers)
- 1972
  - Mannix (Mannix)
  - Marcus Welby (Marcus Welby, M.D.)
  - Medical Center (Medical Center)
  - Mod Squad, i ragazzi di Greer (The Mod Squad)
  - O'Hara, U.S. Treasury (O'Hara, U.S. Treasury)
- 1973
  - Colombo (Columbo)
  - America (America)
  - Mannix (Mannix)
  - Medical Center (Medical Center)
  - Una famiglia americana (The Waltons)
- 1974
  - Una famiglia americana (The Waltons)
  - Cannon (Cannon)
  - Hawkins (Hawkins)
  - Mannix (Mannix)
  - Sulle strade della California (Police Story)
- 1975
  - Su e giù per le scale (Upstairs, Downstairs)
  - Kojak (Kojak)
  - Sulle strade della California (Police Story)
  - Le strade di San Francisco (The Streets of San Francisco)
  - Una famiglia americana (The Waltons)
- 1976
  - Kojak (Kojak)
  - Baretta (Baretta)
  - Colombo (Columbo)
  - Petrocelli (Petrocelli)
  - Sulle strade della California (Police Story)
- 1977
  - Il ricco e il povero (Rich Man, Poor Man)
  - Capitani e Re (Captains and the Kings)
  - Charlie's Angels (Charlie's Angels)
  - In casa Lawrence (Family)
  - La casa nella prateria (Little House on the Prairie)
- 1978
  - Radici (Roots)
  - Charlie's Angels (Charlie's Angels)
  - In casa Lawrence (Family)
  - Starsky & Hutch (Starsky and Hutch)
  - Su e giù per le scale (Upstairs, Downstairs)
- 1979
  - 60 Minutes (60 Minutes)
  - Galactica (Battlestar Galactica)
  - In casa Lawrence (Family)
  - Olocausto (Holocaust)
  - Lou Grant (Lou Grant)

### 1980
- 1980
  - Lou Grant (Lou Grant)
  - Backstairs at the White House (Backstairs at the White House)
  - Colorado (Centennial)
  - Dallas (Dallas)
  - Agenzia Rockford (The Rockford Files)
  - Radici - Le nuove generazioni (Roots: The Next Generations)
- 1981
  - Shōgun (Shōgun)
  - Dallas (Dallas)
  - Cuore e batticuore (Hart to Hart)
  - Lou Grant (Lou Grant)
  - Vega$ (Vega$)
  - La guerra di Rossella O'Hara (The Scarlett O'Hara War)
- 1982
  - Hill Street giorno e notte (Hill Street Blues)
  - Dallas (Dallas)
  - Dynasty (Dynasty)
  - Cuore e batticuore (Hart to Hart)
  - Lou Grant (Lou Grant)
- 1983
  - Hill Street giorno e notte (Hill Street Blues)
  - Dallas (Dallas)
  - Dynasty (Dynasty)
  - Cuore e batticuore (Hart to Hart)
  - Magnum, P.I. (Magnum, P.I.)
- 1984
  - Dynasty (Dynasty)
  - New York New York (Cagney & Lacey)
  - Dallas (Dallas)
  - Cuore e batticuore (Hart to Hart)
  - Hill Street giorno e notte (Hill Street Blues)
- 1985
  - La signora in giallo (Murder, She Wrote)
  - New York New York (Cagney & Lacey)
  - Dynasty (Dynasty)
  - Hill Street giorno e notte (Hill Street Blues)
  - A cuore aperto (St. Elsewhere)
- 1986
  - La signora in giallo (Murder, She Wrote)
  - New York New York (Cagney & Lacey)
  - Dynasty (Dynasty)
  - Miami Vice (Miami Vice)
  - A cuore aperto (St. Elsewhere)
- 1987
  - Avvocati a Los Angeles (L.A. Law)
  - New York New York (Cagney & Lacey)
  - Dynasty (Dynasty)
  - Miami Vice (Miami Vice)
  - La signora in giallo (Murder, She Wrote)
  - A cuore aperto (St. Elsewhere)
- 1988
  - Avvocati a Los Angeles (L.A. Law)
  - La bella e la bestia (Beauty and the Beast)
  - La signora in giallo (Murder, She Wrote)
  - A cuore aperto (St. Elsewhere)
  - Thirtysomething (Thirtysomething)
  - Un anno nella vita (A Year in the Life)
- 1989
  - Thirtysomething (Thirtysomething)
  - La bella e la bestia (Beauty and the Beast)
  - Avvocati a Los Angeles (L.A. Law)
  - La signora in giallo (Murder, She Wrote)
  - Oltre la legge - L'informatore (Wiseguy)

### 1990
- 1990
  - China Beach (China Beach)
  - L'Ispettore Tibbs (In the Heat of the Night)
  - Avvocati a Los Angeles (L.A. Law)
  - La signora in giallo (Murder, She Wrote)
  - Thirtysomething (Thirtysomething)
  - Oltre la legge - L'informatore (Wiseguy)
- 1991
  - I segreti di Twin Peaks (Twin Peaks)
  - China Beach (China Beach)
  - L'Ispettore Tibbs (In the Heat of the Night)
  - Avvocati a Los Angeles (L.A. Law)
  - Thirtysomething (Thirtysomething)
- 1992
  - Un medico tra gli orsi (Northern Exposure)
  - Beverly Hills 90210 (Beverly Hills, 90210)
  - Io volerò via (I'll Fly Away)
  - Avvocati a Los Angeles (L.A. Law)
  - Law & Order - I due volti della giustizia (Law & Order)
- 1993
  - Un medico tra gli orsi (Northern Exposure)
  - Beverly Hills 90210 (Beverly Hills, 90210)
  - Homefront - La guerra a casa (Homefront)
  - Io volerò via (I'll Fly Away)
  - Sisters (Sisters)
- 1994
  - New York Police Department (NYPD Blue)
  - La signora del West (Dr. Quinn, Medicine Woman)
  - Law & Order - I due volti della giustizia (Law & Order)
  - Un medico tra gli orsi (Northern Exposure)
  - La Famiglia Brock (Picket Fences)
  - Le avventure del giovane Indiana Jones (The Young Indiana Jones Chronicles)
- 1995
  - X-Files (The X Files)
  - Chicago Hope (Chicago Hope)
  - E.R. - Medici in prima linea (ER)
  - New York Police Department (NYPD Blue)
  - La Famiglia Brock (Picket Fences)
- 1996
  - Cinque in famiglia (Party of Five)
  - Chicago Hope (Chicago Hope)
  - E.R. - Medici in prima linea (ER)
  - Murder One (Murder One)
  - New York Police Department (NYPD Blue)
- 1997
  - X-Files (The X Files)
  - Chicago Hope (Chicago Hope)
  - E.R. - Medici in prima linea (ER)
  - New York Police Department (NYPD Blue)
  - Cinque in famiglia (Party of Five)
- 1998
  - X-Files (The X Files)
  - Chicago Hope (Chicago Hope)
  - E.R. - Medici in prima linea (ER)
  - Law & Order - I due volti della giustizia (Law & Order)
  - New York Police Department (NYPD Blue)
- 1999
  - The Practice - Professione avvocati (The Practice)
  - E.R. - Medici in prima linea (ER)
  - Felicity (Felicity)
  - Law & Order - I due volti della giustizia (Law & Order)
  - X-Files (The X Files)

### 2000
- 2000
  - I Soprano (The Sopranos)
  - E.R. - Medici in prima linea (ER)
  - Ancora una volta (Once and Again)
  - The Practice - Professione avvocati (The Practice)
  - West Wing - Tutti gli uomini del Presidente (The West Wing)
- 2001
  - West Wing - Tutti gli uomini del Presidente (The West Wing)
  - CSI: Scena del crimine (C. S. I.: Crime Scene Investigation)
  - E.R. - Medici in prima linea (ER)
  - The Practice - Professione avvocati (The Practice)
  - I Soprano (The Sopranos)
- 2002
  - Six Feet Under (Six Feet Under)
  - 24 (24)
  - Alias (Alias)
  - CSI: Scena del crimine (C. S. I.: Crime Scene Investigation)
  - I Soprano (The Sopranos)
  - West Wing - Tutti gli uomini del Presidente (The West Wing)
- 2003
  - The Shield (The Shield)
  - 24 (24)
  - Six Feet Under (Six Feet Under)
  - I Soprano (The Sopranos)
  - West Wing - Tutti gli uomini del Presidente (The West Wing)
- 2004
  - 24 (24)
  - CSI: Scena del crimine (C. S. I.: Crime Scene Investigation)
  - Nip/Tuck (Nip/Tuck)
  - Six Feet Under (Six Feet Under)
  - West Wing - Tutti gli uomini del Presidente (The West Wing)
- 2005
  - Nip/Tuck (Nip/Tuck)
  - Deadwood (Deadwood)
  - Lost (Lost)
  - I Soprano (The Sopranos)
  - 24 (24)
- 2006
  - Lost (Lost)
  - Una donna alla Casa Bianca (Commander-In-Chief)
  - Grey's Anatomy (Grey's Anatomy)
  - Prison Break (Prison Break)
  - Roma (Rome)
- 2007
  - Grey's Anatomy (Grey's Anatomy)
  - 24 (24)
  - Big Love (Big Love)
  - Heroes (Heroes)
  - Lost (Lost)
- 2008
  - Mad Men (Mad Men)
  - Big Love (Big Love)
  - Damages (Damages)
  - Grey's Anatomy (Grey's Anatomy)
  - Dr. House - Medical Division (House, M.D.)
  - I Tudors (The Tudors)
- 2009
  - Mad Men
  - Dexter
  - Dr. House - Medical Division (House, M.D.)
  - In Treatment
  - True Blood

### 2010
- 2010
  - Mad Men
  - Big Love
  - Dexter
  - Dr. House - Medical Division (House, M.D.)
  - True Blood
- 2011
  - Boardwalk Empire - L'impero del crimine
  - Dexter
  - Mad Men
  - The Good Wife
  - The Walking Dead
- 2012
  - Homeland - Caccia alla spia (Homeland)
  - American Horror Story
  - Boardwalk Empire - L'impero del crimine (Boardwalk Empire)
  - Boss
  - Il Trono di Spade (Game of Thrones)
- 2013
  - Homeland - Caccia alla spia (Homeland)
  - Boardwalk Empire - L'impero del crimine (Boardwalk Empire)
  - Breaking Bad
  - Downton Abbey
  - The Newsroom
- 2014
  - Breaking Bad (Breaking Bad)
  - Downton Abbey
  - The Good Wife
  - House of Cards
  - Masters of Sex
- 2015
  - The Affair
  - Downton Abbey
  - The Good Wife
  - House of Cards - Gli intrighi del potere (House of Cards)
  - Il Trono di Spade (Game of Thrones)
- 2016
  - Mr. Robot
  - Empire
  - Narcos
  - Outlander
  - Il Trono di Spade (Game of Thrones)
- 2017
  - The Crown
  - Stranger Things
  - This Is Us
  - Il Trono di Spade (Game of Thrones)
  - Westworld - Dove tutto è concesso (Westworld)
- 2018
  - The Handmaid's Tale
  - The Crown
  - Stranger Things
  - This Is Us
  - Il Trono di Spade (Game of Thrones)
- 2019
  - The Americans
  - Bodyguard
  - Homecoming
  - Killing Eve
  - Pose

### 2020
- 2020
  - Succession
  - Euphoria
  - Big Little Lies - Piccole grandi bugie (Big Little Lies)
  - The Crown
  - Killing Eve
  - The Morning Show
- 2021[1]
  - The Crown
  - Lovecraft Country - La terra dei demoni (Lovecraft Country)
  - The Mandalorian
  - Ozark
  - Ratched
- 2022[2]
  - Succession
  - Lupin
  - The Morning Show
  - Pose
  - Squid Game
- 2023
  - House of the Dragon
  - Better Call Saul
  - The Crown
  - Ozark
  - Scissione (Severance)
- 2024
  - Succession
  - 1923
  - The Crown
  - The Diplomat
  - The Last of Us
  - The Morning Show
- 2025
  - Shōgun
  - The Day of the Jackal
  - The Diplomat
  - Mr. & Mrs. Smith
  - Slow Horses
  - Squid Game